# Paco Gallardo
Francisco Gallardo León (Sevilla, 13 de enero de 1980) es un exfutbolista y entrenador español. Actualmente seleccionador de España sub-20 (RFEF).

## Carrera

### Jugador
Posición principal: Interior derecho.
Posición secundaria: Extremo derecho.
Formado en la cantera del Sevilla FC. Internacional en todas las categorías inferiores de la selección española. En el año 2000 debuta en la máxima categoría del fútbol español frente al F.C. Barcelona en el estadio Ramón Sánchez Pizjuán. Su primera temporada con el primer equipo del Sevilla fue en 2001-2002, donde jugó un total de 31 partidos y marcó cuatro goles. Su equipo obtuvo el ascenso a primera división ese año. La Temporada 2004/05 es cedido al Getafe CF.
A inicios de la Temporada 2005/06 al Vitória Guimarães portugués y en el mercado invernal de esa misma temporada al Deportivo de La Coruña donde jugará siete partidos.
A inicios de la Temporada 2006/07 es cedido al Real Murcia, que una temporada después se hará con su ficha por una temporada. Tras seis meses sin equipo el equipo pimentonero vuelve a hacerse con sus servicios.
En el mercado de invierno de la Temporada 2009/10 ficha por la SD Huesca.
Tras dos temporadas en el equipo oscense ficha por el Diósgyőri VTK húngaro. Dos temporadas después fichapor el también equipo magiar del Puskás Akadémia FC donde se retira en el 2014.

### Entrenador
Entrenador de la Selección andaluza de fútbol sub-16 en la temporada 2014/2015 que se proclamó subcampeona de España.
En la temporada 2015/2016 se incorpora a la cantera del Sevilla FC, dirigiendo al Sevilla C durante la temporada 2017/2018, teniendo a Carlos Marchena como mano derecha. En la misma temporada, dejando al Sevilla C en su mejor clasificación histórica, pasa a ser asistente técnico de Joaquín Caparrós en el primer equipo. En la temporada 2018/2019 asume el puesto de adjunto a la dirección de fútbol del Sevilla FC. Tras la destitución del técnico de la primera plantilla, pasa a ser asistente técnico de Joaquín Caparrós que se hace cargo del banquillo sevillista.
En la temporada 2019/2020 asume la dirección banquillo del Sevilla Atlético. Tras una primera temporada exitosa, en la que además de obtener buenos resultados hace debutar a jugadores de tan solo 16 años, algo inédito en la categoría, culmina una segunda en la que asciende a primera RFEF con el equipo más joven de toda la categoría, de los 102 equipos que la componen a nivel nacional; siendo a su vez, el filial más joven de toda la historia del Sevilla FC. El 12 de octubre de 2021 deja de formar parte del organigrama del Sevilla Atlético. 
En octubre de 2022 se convierte en segundo entrenador del Leeds United, del que se convirtió en entrenador interino en febrero de 2023. Tras el fichaje de Javi Gracia como entrenador, pasó a ser entrenador del equipo Sub-21 con el que logró el ascenso a la Premier League 2.
En la actualidad forma parte del área técnica de la RFEF. Seleccionador del combinado nacional sub-18. España-Suiza sub-18

## Clubes

### Jugador
| Club                       | País     | Temporadas |
| -------------------------- | -------- | ---------- |
| Sevilla Atlético           | España   | 1998-2000  |
| Sevilla FC                 | España   | 2000-2007  |
| Getafe CF (cedido)         | España   | 2004-2005  |
| Vitória Guimarães (cedido) | Portugal | 2006       |
| RC Deportivo (cedido)      | España   | 2006       |
| Real Murcia (cedido)       | España   | 2006-2007  |
| Real Murcia                | España   | 2007-2009  |
| S. D. Huesca               | España   | 2009-2011  |
| Diósgyőri VTK              | Hungría  | 2011-2013  |
| Puskás AFC                 | Hungría  | 2013-2014  |

### Entrenador
| Club                               | País       | Temporadas |
| ---------------------------------- | ---------- | ---------- |
| Selección Andaluza SUB-16          | España     | 2014-2015  |
| CD Altair (Cadetes)                | España     | 2014-2015  |
| Sevilla FC (categorías inferiores) | España     | 2015-2016  |
| Sevilla FC C                       | España     | 2017-2018  |
| Sevilla FC (2.º Entrenador)        | España     | 2019       |
| Sevilla Atlético                   | España     | 2019-2021  |
| Leeds United FC (2.º Entrenador)   | Inglaterra | 2022       |
| Leeds United FC                    | Inglaterra | 2023       |
| Leeds United FC Sub-21             | Inglaterra | 2023-2024  |

Actualmente miembro del área técnica de la Real Federación Española de Fútbol. Seleccionador sub-18. 

## Selecciones
| Club          | Temporadas    |
| ------------- | ------------- |
| España Sub-21 | 2002-Eurocopa |

## Palmarés

### Títulos nacionales
| Título           | Club       | Año       |
| ---------------- | ---------- | --------- |
| Segunda División | Sevilla FC | 2000-2001 |